# دان سباركس
دان سباركس هو سياسي أمريكي، ولد في 5 يوليو 1968 في أوستين في الولايات المتحدة. نشط حزبياً في حزب العمال المزارعين الديمقراطيين في مينيسوتا والحزب الديمقراطي. وقد انتخب عضو مجلس ولاية مينيسوتا ‏.